# Пайкъярвенкюля
Па́йкъя́рвенкю́ля (фин. Paikjärvenkylä) — посёлок в составе Мийнальского сельского поселения Лахденпохского района Республики Карелия.

## Общие сведения
Расположен на юго-западном берегу озера Пайкъярви, в 6 км по дороге местного значения от города Лахденпохья в 1 км от ближайшего остановочного пункта железной дороги Хухоямяки.

## Население
| 2002 | 2009 | 2010 | 2013 |
| ---- | ---- | ---- | ---- |
| 25   | ↘23  | ↗25  | ↗28  |

## Улицы
- ул. Загородная